# 228-ма піхотна дивізія (Третій Рейх)
228-ма піхотна дивізія (Третій Рейх) (нім. 228. Infanterie-Division) — піхотна дивізія Вермахту, що входила до складу німецьких сухопутних військ у роки Другої світової війни.

## Історія
228-ма піхотна дивізія була сформована 16 серпня 1939 року у I військовому окрузі в районі Ельбінга під час 3-ї хвилі мобілізації Вермахту. На початку кампанії дивізія входила до XXI армійського корпусу просунувся з позиції на південний захід від Остероде у Східній Пруссії в південно-західному напрямку до Грудзьондз і Хелмо, маючи за мету закрити Данцизький коридор і об'єднатися з силами 4-ї армії, що наступали на Польщу з Померанії. Битва під Грудзьондзом велася між двома піхотними дивізіями, 21-ї та 228-ї, XXI корпусу та польськими 4-ю та 16-ю піхотними дивізіями, закінчившись перемогою Німеччини та захопленням міста до 4 вересня 1939 року.
Згодом 228-му піхотну дивізію забрали з XXI армійського корпусу, коли підрозділи фон Фалькенгорста були перекинуті через Східну Пруссію на інший фронтовий сектор.
Після перемоги у Польській кампанії 228-ма піхотна дивізія планувалася до участі у Французькій кампанії і перебувала в резерві ОКГ, але взяти участь у боях за Францію дивізія не встигла, це не відбулося, оскільки перемога німців відбулася раніше, ніж очікувалося. 1 серпня 1940 року дивізія була розформована в Мюнстерлагері. Більшість особового складу пішла на формування новоствореної 16-ї моторизованої дивізії.

## Райони бойових дій
- Німеччина (серпень 1939)
- Польща (вересень — листопад 1939)
- Німеччина (листопад 1939 — серпень 1940)

## Командування

### Командири
- генерал-майор Ганс Суттнер (нім. Hans Suttner) (16 серпня 1939 — 1 березня 1940);
- генерал-лейтенант Карл-Ульріх Нойманн-Нойроде (нім. Hans Suttner) (1 березня — 1 серпня 1940).

### Підпорядкованість
| Час      | Корпус       | Армія                          | Група армій (округ)  | Штаб              |
| -------- | ------------ | ------------------------------ | -------------------- | ----------------- |
| 1939     |              |                                |                      |                   |
| вересень | XXI ак       | 3 А                            | Група армій «Північ» | Польський коридор |
| листопад |              | Прикордонне управління «Центр» |                      | Варшава           |
| 1940     |              |                                |                      |                   |
| січень   | XXXV Ком.ОПр |                                |                      | Східна Пруссія    |
| травень  |              | X ВО                           |                      | Мюнстер           |

## Склад
| Вересень 1939                          |
| -------------------------------------- |
| 325-й піхотний полк                    |
| 326-й піхотний полк                    |
| 400-й піхотний полк                    |
| 228-й артилерійський полк              |
| 228-й протитанковий дивізіон           |
| 228-й розвідувальний батальйон         |
| 228-й інженерний батальйон             |
| 228-ме дивізійне управління постачання |
| 228-й дивізійний батальйон зв'язку     |
| 228-й резервний батальйон              |